# Aide militaire étrangère pendant la guerre d'Espagne
 (janvier 2016).
Si vous disposez d'ouvrages ou d'articles de référence ou si vous connaissez des sites web de qualité traitant du thème abordé ici, merci de compléter l'article en donnant les références utiles à sa vérifiabilité et en les liant à la section « Notes et références ».

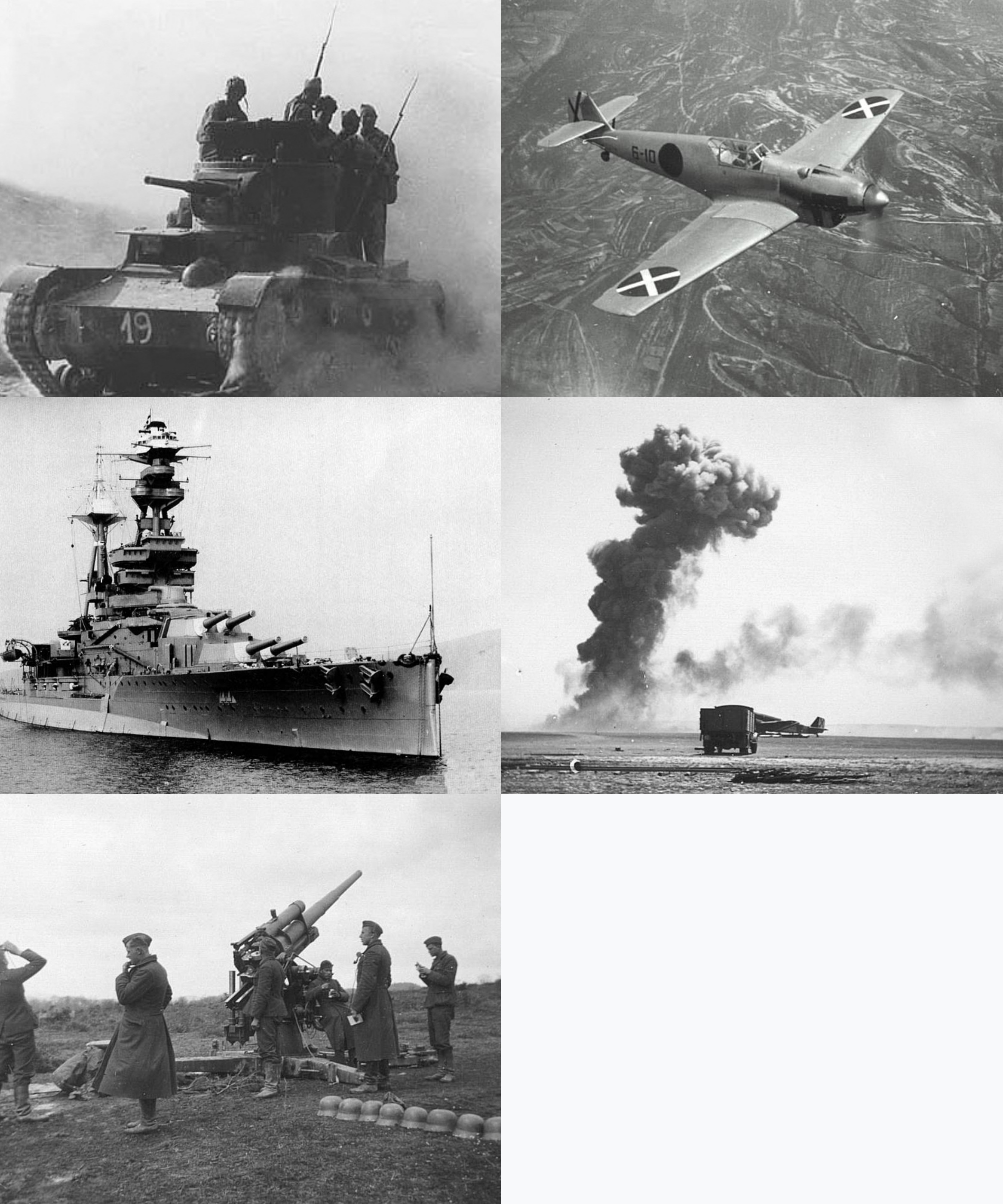
En haut à gauche : membres des brigades internationales, en haut à droite un BF-109A des nationalistes, au milieu à gauche le HMS Royal Oak, au milieu à droite des bombardements en Afrique de l'Ouest espagnole et des soldats nationalistes à la bataille de Madrid.

Au cours de la guerre d'Espagne, de 1936 à 1939, différentes puissances étrangères accordèrent une aide militaire aux deux camps qui s'affrontaient. Les républicains espagnols reçurent du matériel en provenance de l'URSS, la France le Royaume-Uni et le Mexique, qui ont accepté de leur en vendre en quantité limitée au début du conflit. Les nationalistes espagnols ont été soutenus par l'Italie, l'Allemagne et le Portugal dans des proportions bien plus importantes.

## Aide apportée aux nationalistes

### Italie
Un corps de volontaires issu de l'armée italienne, le Corpo Truppe Voluntarie d'un effectif qui a atteint un maximum de 50 000 en 1937, a participé à ce conflit. On estime que 75 000 italiens y ont servi et 6 000 d'entre eux sont morts dans cette guerre.
| Type de matériel         | Nombre ou quantité                          |
| ------------------------ | ------------------------------------------- |
| Croiseur                 | 1                                           |
| Destroyer                | 4                                           |
| Sous-marins              | 2                                           |
| Avions de combat         | 700 (dont 377 biplans de chasse Fiat CR-32) |
| Chars légers             | 170                                         |
| Canons                   | 1000                                        |
| Camions                  | 4350                                        |
| Mitrailleuses            | 3500                                        |
| Fusils-mitrailleurs      | 5200                                        |
| Fusils                   | 220 000                                     |
| Poudre et explosifs      | 5 000 tonnes                                |
| Cartouches               | 100 millions                                |
| Projectiles d'artillerie | Plusieurs millions                          |

### Allemagne
Six-mille hommes de l'armée de l'air allemande forment la Légion Condor. Avec les relèves, 19 000 hommes serviront dans cette unité. L'Allemagne envoie également des troupes de la Wehrmacht, notamment des chars d'assaut et leurs équipages.
| Type de matériel    | Nombre ou quantité |
| ------------------- | ------------------ |
| Avions de combat    | 833                |
| Chars Panzer I      | environ 120        |
| Canons              | 600                |
| Mitrailleuses       | 5 000              |
| Fusils-mitrailleurs | 5 000              |
| Fusils              | 200 000            |

## Aide apportée aux républicains

### France et Angleterre
La France et l'Angleterre décident de ne pas intervenir officiellement. Elles procèdent à quelques envois illégaux d'armes. Des citoyens participent à titre personnel aux combats, notamment dans la colonne Durruti, les Brigades internationales ou encore dans les rangs du POUM.

### URSS
Le matériel a été payé par « l'Or de Moscou »[réf. nécessaire], les 510 tonnes d'or envoyées par la banque d'Espagne en URSS,.
| Type de matériel         | Nombre ou quantité |
| ------------------------ | ------------------ |
| Avions de combat         | 669 (sur 806)      |
| Chars                    | 362                |
| Véhicules blindés        | 120                |
| Canons                   | 1 533              |
| Mortiers                 | 3 340              |
| Mitrailleuses            | 15 113             |
| Fusils                   | 500 000            |
| Bombes pour l'aviation   | 110 000            |
| Projectiles d'artillerie | 3 400 000          |
| Grenades à main          | 500 000            |
| Cartouches               | 862 000 000        |
| Poudre                   | 1500 tonnes        |